# Spätantike Gräber auf der Freinsheimer Höhe

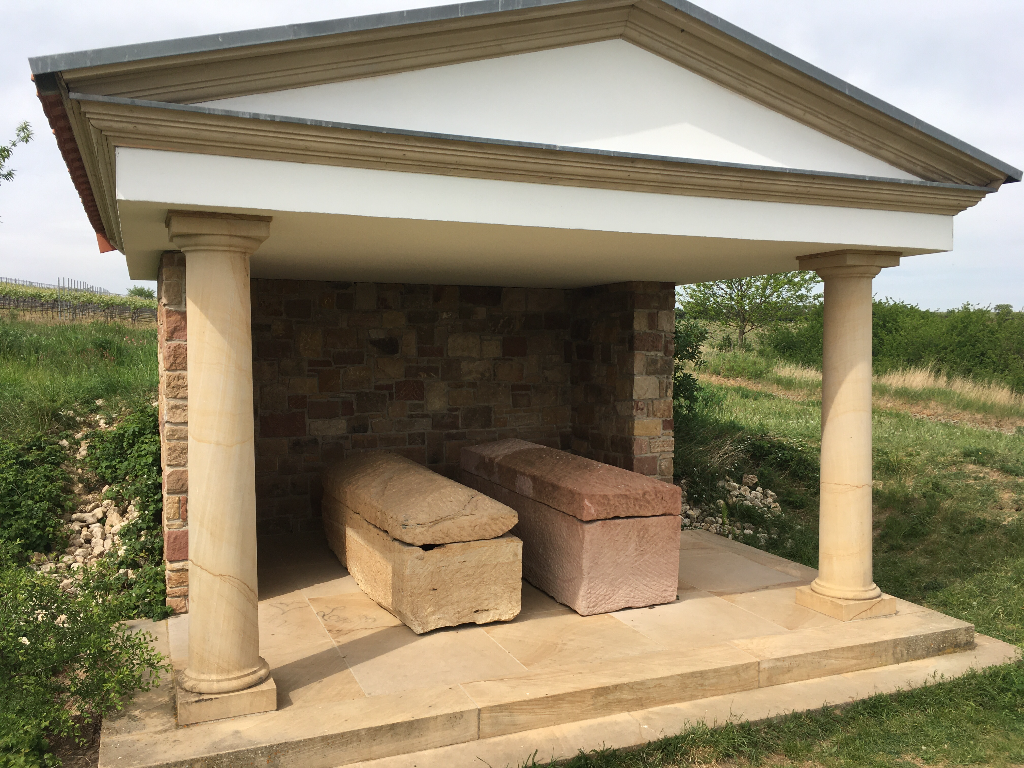
Tempelartiger Schutzbau mit zwei römischen Sarkophagen

Die spätantiken Gräber auf der Freinsheimer Höhe umfassen zwei kleine spätantike Gräberfelder aus der ersten Hälfte des 4. Jahrhunderts, die 2006 nördlich von Freinsheim im Landkreis Bad Dürkheim gefunden wurden. Zwei der geborgenen Sarkophage werden in einem modernen Schutzbau in unmittelbarer Nähe zum Fundort präsentiert.

## Fund
Bei Flurbereinigungsarbeiten wurden im Herbst 2006 am sogenannten Musikantenbuckel nördlich von Freinsheim zwei benachbarte, etwa 70 Meter voneinander entfernte spätantike Gräberfelder entdeckt. Im östlichen Bestattungsplatz wurden zwei Steinsarkophage und zwei Erdgräber gefunden, im westlichen drei weitere Steinsarkophage. Alle Bestattungen erfolgten in der ersten Hälfte des 4. Jahrhunderts. Die Bestattungsplätze werden zwei kleineren villae rusticae zugeordnet, die etwas südlich unterhalb der Freinsheimer Höhe lagen.
Grab 4 der östlichen Gräbergruppe, ein Sarkophag mit der Bestattung einer Frau vermutlich mittleren Alters, war besonders reich mit Grabbeigaben ausgestattet: insgesamt neun Glasgefäßen sowie einem in Worms gefertigten Gesichtskrug aus Terra Sigillata. Ein kleiner Glasflakon enthielt vermutlich ätherische Öle. Auf dem in Gipstücher gehüllten Körper fanden sich vier gläserne Getränkegefäße, darunter zwei fassförmige Doppelhenkelkrüge, die vermutlich mit Wein gefüllt waren. Die reichen Grabbeigaben lassen vermuten, dass es sich bei der Toten um die Ehefrau eines römischen Gutsbesitzers handelte.
Die Funde werden in der Direktion Landesarchäologie, Außenstelle Speyer, der Generaldirektion Kulturelles Erbe Rheinland-Pfalz aufbewahrt. Zwei Sarkophage verblieben in Freinsheim. Sie werden seit 2009 unmittelbar am Fundort in einem Schutzbau präsentiert, der einem dorischen Tempel mit Dreiecksgiebel nachempfunden ist.